# قوانين تأجير الأرحام حسب البلد
تعتمد الجوانب القانونية لتأجير الأرحام في أي ولاية قضائية معينة على بعض الأسئلة المركزية:
هل اتفاقيات تأجير الأرحام غير قابلة للتنفيذ أم باطلة أم محظورة؟ هل هناك فرق بين الدفع للأم البديلة (التجاري) أو ببساطة تسديد نفقاتها (الإيثاري)؟
ما الفرق، إن وجد، الذي يحدثه ما إذا كان تأجير الأرحام التقليدي أو تأجير الأرحام الحملي؟
هل هناك بديل للتبني بعد الولادة للاعتراف بالوالدين المقصودين كأبوين شرعيين، سواء قبل أو بعد الولادة؟
تختلف القوانين كثيرًا من ولاية قضائية إلى أخرى. لدى العديد من البلدان التي تسمح بتأجير الأرحام، متطلبات الإقامة أو الجنسية للوالد (الوالدين) المقصودين و/أو البديل. غالبًا ما تجتذب البلدان التي ليس لديها مثل هذه المتطلبات أشخاصًا من الخارج، كونها وجهات لسياحة الخصوبة. في بعض البلدان، مثل الولايات المتحدة أو كندا أو أستراليا، تختلف القوانين حسب الولاية/الإقليم.

## حظر تأجير الأرحام التجاري
تأجير الأرحام التجاري، أي الدفع للفرد لحمل الطفل أو تسليمه إلى شخص (أشخاص) آخر غير قانوني في الاتحاد الأوروبي، وتنص المادة 3 من ميثاق الحقوق الأساسية للاتحاد الأوروبي على أنه «في مجالي الطب وعلم الأحياء، يجب احترام ما يلي على وجه الخصوص: حظر جعل جسم الإنسان وأجزائه مصدرًا للمكاسب المالية».
تنص اتفاقية أوفييدو، التي وافقت عليها 29 دولة، في المادة 21 «حظر الكسب المالي» على أن «جسم الإنسان وأجزائه لا تؤدي، في حد ذاتها، إلى مكاسب مالية».

## أستراليا
في أستراليا، تسمح جميع الولايات القضائية بتأجير الأرحام الإيثاري، وتعتبر تأجير الأرحام التجاري جريمة جنائية. في نيو ساوث ويلز وكوينزلاند وإقليم العاصمة الأسترالية، يعتبر الدخول في ترتيبات تأجير الأرحام التجاري الدولي جريمة مع عقوبات محتملة تمتد إلى السجن لمدة تصل إلى عام واحد في إقليم العاصمة الأسترالية، والسجن لمدة تصل إلى عامين في نيو ساوث ويلز والسجن لمدة تصل إلى ثلاث سنوات في كوينزلاند.
في عام 2004 جعل إقليم العاصمة الأسترالية تأجير الأرحام الإيثاري قانونيًا فقط.
في عام 2006، أعلن السناتور الأسترالي ستيفن كونروي وزوجته باولا بنسون أنهما رتبا لولادة طفل من خلال التبرع بالبويضات وتأجير الرحم للحمل. على غير العادة، وضِع كونروي في شهادة الميلاد كأب للطفل. في السابق، كان على الأزواج الذين اعتادوا على اتخاذ ترتيبات تأجير الأرحام في أستراليا تبني الطفل بعد تسجيله على أنه ولد للأم الطبيعية؛ بدلًا من الاعتراف بهم كأبوين للمولود، ولكن الآن أصبح تأجير الأرحام ممارسة أكثر انتظامًا للوالدين الذين ليس لديهم أطفال، وتحولت معظم الدول إلى مثل هذه الترتيبات لمنح الوالدين المقصودين الحقوق المناسبة. بعد الإعلان، أصدرت فيكتوريا قانون المساعدة على الإنجاب لعام 2008، الذي أصبح ساري المفعول منذ 1 يناير 2010 لجعل تأجير الأرحام الإيثاري قانونيًا دون غيره.
في عام 2009، أصدرت أستراليا الغربية قانونًا للسماح بتأجير الأرحام الإيثاري للأزواج من الجنس الآخر فقط، وحظره على العزاب والأزواج من نفس الجنس. في عام 2010، جعلت كوينزلاند تأجير الأرحام الإيثاري قانونيًا فقط، كما فعلت نيو ساوث ويلز، وفعلت تسمانيا الشيء نفسه في عام 2013 مع قانون تأجير الأرحام رقم 34 وقانون تأجير الأرحام (التعديلات اللاحقة) رقم 31.
في عام 2017، أقر جنوب أستراليا مشروع قانون للسماح للأزواج المثليين بتكافؤ فرص الوصول إلى كل من تأجير الأرحام وطفل الأنابيب. حصل مشروع القانون على الموافقة الملكية في 15 مارس 2017 ودخل حيز التنفيذ في 21 مارس 2017.

## برازيل
يحظر القانون البرازيلي تأجير الأرحام التجاري، لكن تأجير الأرحام الإيثاري مسموح به. ومع ذلك، فإن هذه الممارسة تتم بشكل غير قانوني في جميع أنحاء البلاد.

## كندا
يسمح قانون الإنجاب المساعد البشري فقط بتأجير الأرحام الإيثاري: قد تعوض الأم البديلة عن النفقات المعتمدة ولكن دفع أي مقابل أو رسوم أخرى غير قانوني. لكن قانون كيبيك يجعل جميع عقود تأجير الأرحام، سواء كانت تجارية أو إيثارية، غير قابلة للتنفيذ.

## جمهورية الصين الشعبية
يحظر تأجير الأرحام بموجب لائحة قانون تكنولوجيا الإنجاب بمساعدة الإنسان في جمهورية الصين الشعبية. وضعت وزارة الصحة «لوائح وزارية» تحظر على المهنيين الطبيين أداء إجراءات تأجير الأرحام، مع معاقبة المخالفات بغرامات (ولكن ليس بمسؤوليات جنائية). من الناحية العملية، تعتبر ترتيبات تأجير الأرحام شائعة في البر الرئيسي للصين مع وجود سوق سري لتأجير الأرحام التجاري يقدر أنه يشمل ما بين 400 و500 وكالة في عام 2012.

## كولومبيا
لا توجد قواعد واضحة في كولومبيا حتى اليوم فيما يتعلق بتأجير الأرحام وما تزال هناك ثغرة. القوانين الحالية المطبقة هي تلك المتعلقة بالولادة الطبيعية. هذا يعني أنه يجب تسجيل الطفل بلقب الأم البديلة وشريكها أو زوجها، إذا كان لديها شريك أو زوج. فقط من خلال دعوى طعن الأبوة أمام القاضي يمكن الاعتراف بالوالدين المكلفين كأبوين قانونيين، وقد يشمل ذلك اختبارات جينية.
في يوليو 2016، قدم حزب سياسي يميني، وهو المركز الديمقراطي، للمرة الثانية مشروع قانون من أجل تحديد مفهوم تأجير الأرحام ومنع أي نوع من أنواعه.

## كوبا
سُمح بتأجير الأرحام الإيثاري فقط بعد الاستفتاء على قانون الأسرة الجديد وتمريره، وهو متاح منذ سبتمبر 2022.

## جمهورية التشيك
لا يخضع تأجير الأرحام للتنظيم القانوني في جمهورية التشيك، وبالتالي فهي تعتبر قانونية بوجه عام. يمكن العثور على الإشارة الوحيدة لعبارة «الأمومة البديلة» في المادة § 804 من القانون رقم 89/2012، حيث يحدد القانون استثناءً لحظر التبني من قبل الأشقاء للأشقاء الذين تحملهم أم بديلة.

## فنلندا
جميع ترتيبات تأجير الأرحام (التجارية والإيثارية) غير قانونية منذ عام 2007. كانت ترتيبات تأجير الأرحام التجارية غير قانونية حتى قبل عام 2007.

## فرنسا
في فرنسا، منذ عام 1994، يعتبر أي ترتيب لتأجير الأرحام تجاريًا أو إيثاريًا غير قانوني أو محرم ومبرم بالقانون (المادة 16-7 من القانون المدني). اتخذت محكمة النقض الفرنسية وجهة النظر هذه بالفعل في عام 1991. قررت أنه إذا اتفق أي زوجين أو رتبا مع أم أخرى على الحمل بطفل الزوج وتسليمه عند الولادة للزوجين، واختيارها عدم الاحتفاظ بالطفل، فإن الزوجين اللذين يعقدان مثل هذا الاتفاق أو الترتيب لا يسمح لهما بتبني الطفل. رأت المحكمة في حكمها أن مثل هذا الاتفاق غير قانوني على أساس المواد 6 و353 و1128 من القانون المدني.

## ألمانيا
جميع ترتيبات تأجير الأرحام (التجارية والإيثارية) غير قانونية. يريد الحزب الديمقراطي الحر الألماني السماح باستئجار الأرحام. وفقًا للقانون المدني الألماني، فإن الأم القانونية هي دائمًا المرأة التي أنجبت الطفل.

## مكسيك
أصبح تأجير الأرحام، إلى جانب التبرع بالبويضات والحيوانات المنوية، قانونيًا في المكسيك منذ عام 1992. المتبرع أو الأم البديلة ليس لهما حقوق أبوية على الطفل.

## هونغ كونغ (منطقة إدارية خاصة)
يعتبر تأجير الأرحام التجاري جريمة بموجب قانون تكنولوجيا الإنجاب البشري لعام 2000. صيغ القانون بطريقة لا يمكن لأحد أن يدفع للأم البديلة، ولا يمكن لأي بديل أن يحصل على المال، ولا يمكن لأحد ترتيب تأجير الأرحام التجاري (وينطبق الشيء نفسه على توريد الأمشاج)، بغض النظر داخل هونغ كونغ أو خارجها. عادة يمكن استخدام الأمشاج للوالدين المقصودين فقط.
في أكتوبر 2010، حصل بيتر لي، الابن الأكبر وأحد الورثة المفترضين للملياردير لي شاو كي، على ثلاثة أبناء من خلال أم بديلة، قيل إنها من كاليفورنيا. نظرًا لأن الشاب لي أعزب، فقد جذبت الأخبار انتقادات على أسس أخلاقية وقانونية. كان نائب عام أبرشية الروم الكاثوليك في الإقليم حاسمًا. بحسب ما ورد أُحيلت القضية إلى الشرطة في ديسمبر بعد طرح أسئلة في مجلس هونغ كونغ التشريعي.